# کایم
کایم (به لاتین: Keiem) یک منطقهٔ مسکونی در بلژیک است که در دیکسمویید واقع شده‌است. کایم ۱۲٫۹۲ کیلومتر مربع مساحت و ۱٬۲۹۸ نفر جمعیت دارد.